# Ismail Ahmed
Mohamed Ismail Ahmed Ismail, gyakran egyszerűen csak (a vezetéknevén) Ismail Ahmed, egyesült arab emírségekbeli-marokkói labdarúgó, az élvonalbeli El-Ajn hátvédje. A 2010-es AFC-bajnokok ligája kiírásban 3 meccset játszott. A 2010-es szezon óta az 5-ös mezben játszik.
2008-ban hagyta el a FUS de Rabatot.